# Вулиця Галечко (Львів)
Вулиця Софії Галечко — вулиця в Личаківському районі Львова, у місцевості Знесіння. Пролягає від вулиці Милятинської у північному напрямку, завершується глухим кутом.
Виникла у середині XX століття, з 1950 року мала назву Милятинська бічна, у 1958 році перейменована на Гудкову. У 1991 році отримала сучасну назву на честь хорунжої Легіону Українських Січових Стрільців Софії Галечко.
Вулиця забудована одноповерховими конструктивістськими будинками 1930-х—1960-х років, двоповерховими будинками барачного типу 1950-х років, одно- та двоповерховими приватними садибами 2000-х років.